# Saïd Bey
Pour les articles homonymes, voir Bey.
Saïd Bey, (en arabe : سعيد باي), est un militaire algérien né en 1943 originaire de Tadmaït, commandant successivement de plusieurs régions militaires. Après son limogeage en 2018, il est condamné à 15 ans de prison en particulier pour « enrichissement illicite ».

## Biographie
Durant la guerre d'indépendance, il est emprisonné par l'armée française à l'âge de 14 ans, en 1957, puis devient ouvrier en France avant de rejoindre l'Armée de libération nationale (ALN) en 1961 dans la base d'El Mellegue en Tunisie. A l'indépendance en 1962, il rejoint l'Armée nationale populaire (ANP) puis participe à la guerre des Six Jours en 1967 ainsi que celle du Kippour en 1973,. 
À partir de 1992, Saïd Bey, originaire de Kabylie mais arabisant, assure le commandement de plusieurs régions militaires en Algérie. 
Saïd Bey, en tant que responsable de la première région militaire est impliqué dans la série de massacres collectifs dans la plaine de la Mitidja et la proche banlieue d´Alger en 1997. Ces massacres  font l'objet de vives critiques internationales. Par ailleurs Saïd Bey est en désaccord avec le président Liamine Zéroual en refusant des négociations avec les islamistes, il demanderait l'instauration de l'état d'exception. Aussi, il est remplacé en octobre 1997 à la tête de la première région militaire par le général-major Rabah Boughaba. Saïd Bey est alors nommé à Bruxelles, comme attaché militaire de l´Algérie auprès du siège de l'OTAN. En 2003, alors qu'il est à la tête de la 5e Région militaire, il mène l´opération militaire dans les monts Babors, sous l'autorité de Mohamed Lamari, Chef d'état-major de l'Armée nationale populaire. Saïd Bey qualifie l'opération de réussite et communique auprès de la presse : « Nous avons arrêté, je dis bien arrêté 28 terroristes, et nous en avons tué 10 autres »,,.
En août 2018, Saïd Bey, réputé proche de l'homme fort de l'époque Ahmed Gaïd Salah, est limogé de la direction de la deuxième région militaire par le président Abdelaziz Bouteflika. Selon le témoignage de Guermit Bounouira cette éviction s'effectue à la suite d'enquêtes  sur le trafic de drogue et le commerce des armes au Sahara. En octobre 2018, il est emprisonné. C'est aussi le cas de quatre autres généraux-majors, à savoir : Abderrazak Cherif, ancien chef de la 4e Région militaire, Habib Chentouf, ancien commandant de la 1re Région militaire, Menad Nouba, ancien chef de la Gendarmerie nationale, et Boudjemaa Boudouaouer, directeur des finances au sein du ministère de la Défense nationale. Ces arrestations seraient notamment liées à l’affaire des 701 kilos de cocaïne saisis en 2018 à Oran. Ils sont tous libérés le 4 novembre 2018 après une intervention de la présidence d'Abdelaziz Bouteflika,. 
En avril 2019,  un mandat de dépôt est délivré à l’encontre de Saïd Bey. En novembre 2019, il est condamné à 15 ans de prison ferme avec comme accusations : « dissipation et recel d’armes et de munitions de guerre et infraction aux consignes de l’armée,  enrichissement illicite, trafic d’influence et corruption ».